# L-DOPA
 (L-3,4-dihidroksifenilalanin; INN levodopa; tržišna imena: Sinemet, Parkopa, Atamet, Stalevo, Madopar, Prolopa, itd.) je prirodni dijetarni suplement i psihoaktivni lek nađen u pojedinim vrstama hrane i trava (npr. Mucuna pruriens). Ovo jedinjenje nastaje iz aminokiseline -tirozina u telu i mozgu sisara.  je prekurzor neurotransmitera dopamina, norepinefrina (noradrenalina), i epinefrina (adrenalina) kolektivno poznatih kao kateholamini. Pored njene prirodne i esencijalne biološke uloge,  se takođe koristi u kliničkom tretmanu Parkinsonove bolesti i dopamin-responsivne distonije. Kad se koristi u farmaceutskom kontekstu, najčešće se imenuje INN (International Nonproprietary Names) dezignacijom levodopa.
| Biosintetički putevi za kateholamine i trag amine u ljudskom mozgu L-DOPA primarni · put manje · zastupljeni · put Kod ljudi, kateholamini i fenetilaminergički trag amini su izvedeni iz aminokiseline L-fenilalanin. |

## Terapeutska upotreba
prolazi kroz zaštitnu krvno-moždanu barijeru, za razliku od dopamina. Is tog razloga se  koristi za povećanje dopaminske koncentracije u lečenju Parkinsonove bolesti i dopamin-responsivne distonije. Ovaj tretman je originalno razvio Džordž Kotzias sa saradnicima. Nakon ulaska u centralni nervni sistem  se konvertuje u dopamin enzimom aromatična L-aminokiselinska dekarboksilaza, takođe poznatim kao DOPA dekarboksilaza (DDC). Piridoksal fosfat (vitamin B6) je neophodni kofaktor u ovoj reakciji, i povremeno se dozira zajedno sa levodopom, obično u obliku piridoksina.
Pored CNS-a,  se takođe konvertuje u dopamin u perifernom nervnom sistemu. Rezultujuća hiperdopaminergija je uzrok mnogobrojnih nuspojava kod samostalnog doziranja levodope. Da bi se izbegle te pojave, standardna klinička praksa je da se levodopa koristi zajedno sa perifernim inhibitorom DOPA dekarboksilaze (DDCI), kao što je karbidopa (L-DOPA i karbidopa kombinacije se prodaju kao Lodosin, Sinemet, Parcopa, Atamet, Stalevo), ili benserazid (kombinacije se nazivaju: Madopar, Prolopa). Time se sprečava periferna sinteza dopamina. Kodoziranje piridoksina bez DDCI ubrzava perifernu  dekarboksilaciju u takvoj meri da negira efekte  administracije. Ovaj fenomen je svojevremeno uzrokovao veliku konfuziju.
Kombinacija:  i periferni DDCI, je bila istražena kao potencijalni tretman za sindrom nemirnih nogu, međutim studije nisu pokazale da postoji značajna redukcija simptoma.
Poznata su dva tipa  responsa:
- Kratkotrajni respons, koji je zavistan od polu-života leka
- Dugotrajni respons, koji zavisi od akumulacije efekata tokom najmanje dve nedelje. Taj respons je evidentan sam u ranoj terapiji, kada nesposobnost mozga da čuva zalihe dopamina još nije briga.

## Spoljašnje veze
- Studija otkriva detalje jake vezivne moći dagnji

|  | Molimo Vas, obratite pažnju na važno upozorenje u vezi sa temama iz oblasti medicine (zdravlja). |